# Nord-Trøndelag
Nord-Trøndelag – dawny okręg, jednostka podziału administracyjnego Norwegii. Przestał istnieć 1 stycznia 2018, gdy na podstawie reformy z 2017 został włączony, wraz z okręgiem Sør-Trøndelag, do nowo utworzonego okręgu Trøndelag. 
Położony był w środkowej części kraju; graniczył z norweskimi okręgami Nordland oraz Sør-Trøndelag, a jego wschodnia granica stanowiła zewnętrzną granicę Norwegii ze Szwecją (Jämtland).  Zajmował powierzchnię 22 412 km², która zamieszkiwana była przez 137 858 osób (2017). Ośrodkiem administracyjnym okręgu było miasto Steinkjer.

## Gminy
Okręg podzielony był na 24 gminy.

1. Flatanger
2. Fosnes
3. Frosta
4. Grong
5. Høylandet
6. Inderøy
7. Leka
8. Leksvik
9. Levanger
10. Lierne
11. Meråker
12. Mosvik
13. Nærøy
14. Namdalseid
15. Namsos
16. Namsskogan
17. Overhalla
18. Røyrvik
19. Snåsa
20. Steinkjer
21. Stjørdal
22. Verdal
23. Verran
24. Vikna